# 마이애미 마스터스
마이애미 마스터스(Miami Masters) 또는 마이애미 오픈 프레젠티드 바이 이타우(Miami Open Presented by Itau)은 매년 3월 미국 플로리다주 키 비스케인에서 개최되는 남녀 통합 테니스 대회이다.
이 대회는 남자 투어에서는 ATP 월드 투어 마스터스 1000 분류에 속하며 여자 투어에서는 WTA 프리미어 멘데터리 분류에 속한다. 대회 장소는 크랜던 파크 내 테니스 센터 내에 위치한 테니스 센터이다.
이 대회는 립튼 국제 선수권 대회(Lipton International Players Championships)라는 이름으로 처음 시작되었다가, 2000년 타이틀 스폰서가 바뀜에 따라 에릭슨 오픈(Ericsson Open)으로 명칭이 바뀌었다. 2002년부터는 나스닥-100 오픈(NASDAQ-100 Open)으로 명칭이 바뀌었고, 2007년 소니 에릭슨 사와 4년간 2천만 달러 규모의 스폰서 계약을 체결함에 따라 소니 에릭슨 오픈(Sony Ericsson Open)으로 다시 명칭이 바뀌어 2014년까지 사용되었다. 2015년 대회부터 브라질의 이타우 우니방크가 현재까지 대회를 후원하고 있다. 현재 대회 명칭은 Miami Open Presented By Itau이다. 대회가 열리는 지역의 이름을 따라 마이애미 마스터스로 부르기도 한다.

## ATP 랭킹 포인트

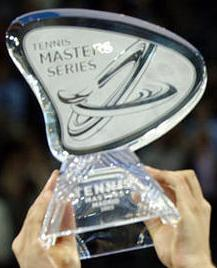
대회 트로피.

| 성적   | 포인트 | 상금        |
| ------ | ------ | ----------- |
| 우승   | 1000   | 1,340,860 $ |
| 준우승 | 600    | 654,380 $   |
| 4강    | 360    | 327 965 $   |
| 8강    | 180    | 167,195 $   |
| 16강   | 90     | 88,135 $    |
| 32강   | 45     | 47,170 $    |
| 64강   | 25     | 25,465 $    |
| 1회전  | 10     | 15,610 $    |

## 역대 결승 결과

### 남자 단식
- 대회 개최 이래 남자 단식 결승전이 취소된 경우가 3회 존재한다.
  - 1989년 토마스 무스터가 결승전 전날 밤 음주 운전자의 차에 치이는 사고를 당해 몇 개월간 휠체어에 의지해야만 하는 상태가 되면서 결승전이 취소되었다. 무스터는 8년 후 이 대회에서 우승했다.
  - 1996년 고란 이바니셰비치가 목 경직 증상을 이유로 결승전 경기가 열리기 전에 기권했다.
  - 2004년 기예르모 코리아가 결승전 4세트 첫 게임에서 등 부위 통증으로 인해 기권했다. 이후 그의 증상은 신장 결석 때문이었던 것으로 밝혀졌다.

| 연도                       | 우승                | 준우승            | 스코어                        | 대회명                                     |
| -------------------------- | ------------------- | ----------------- | ----------------------------- | ------------------------------------------ |
| 1985                       | 팀 마요트           | 스콧 데이비스     | 4–6, 4–6, 6–3, 6–2, 6–4       | Lipton International Players Championships |
| 1986                       | 이반 렌들           | 매츠 빌랜더       | 3–6, 6–1, 7–6, 6–4            | Lipton International Players Championships |
| 1987                       | 밀로슬라프 메치르시 | 이반 렌들         | 7–5, 6–2, 7–5                 | Lipton International Players Championships |
| 1988                       | 매츠 빌랜더         | 지미 코너스       | 6–4, 4–6, 6–4, 6–4            | Lipton International Players Championships |
| 1989                       | 이반 렌들           | 토마스 무스터     | 부전승                        | Lipton International Players Championships |
| ↓ ATP 마스터스 1000 대회 ↓ |                     |                   |                               | Lipton International Players Championships |
| 1990                       | 앤드리 애거시       | 스테판 에드베리   | 6–1, 6–4, 0–6, 6–2            | Lipton International Players Championships |
| 1991                       | 짐 쿠리어           | 데이비드 휘튼     | 4–6, 6–3, 6–4                 | Lipton International Players Championships |
| 1992                       | 마이클 창           | 알베르토 만시니   | 7–5, 7–5                      | Lipton International Players Championships |
| 1993                       | 피트 샘프러스       | 맬리비어 워싱턴   | 6–3, 6–2                      | Lipton Championships                       |
| 1994                       | 피트 샘프러스       | 앤드리 애거시     | 5–7, 6–3, 6–3                 | Lipton Championships                       |
| 1995                       | 앤드리 애거시       | 피트 샘프러스     | 3–6, 6–2, 7–6(3)              | Lipton Championships                       |
| 1996                       | 앤드리 애거시       | 고란 이바니셰비치 | 3–0, 기권                     | Lipton Championships                       |
| 1997                       | 토마스 무스터       | 세르지 브루게라   | 7–6(6), 6–3, 6–1              | Lipton Championships                       |
| 1998                       | 마르셀로 리오스     | 앤드리 애거시     | 7–5, 6–3, 6–4                 | Lipton Championships                       |
| 1999                       | 리하르트 크라이첵   | 세바스티앵 그로장 | 4–6, 6–1, 6–2, 7–5            | Lipton Championships                       |
| 2000                       | 피트 샘프러스       | 구스타부 쿠에르텡 | 6–1, 6–7(2), 7–6(5), 7–6(8)   | Ericsson Open                              |
| 2001                       | 앤드리 애거시       | 잔 마이클 갬빌    | 7–6(4), 6–1, 6–0              | Ericsson Open                              |
| 2002                       | 앤드리 애거시       | 로저 페더러       | 6–3, 6–3, 3–6, 6–4            | NASDAQ-100 Open                            |
| 2003                       | 앤드리 애거시       | 카를로스 모야     | 6–3, 6–3                      | NASDAQ-100 Open                            |
| 2004                       | 앤디 로딕           | 기예르모 코리아   | 6–7, 6–3, 6–1, 기권           | NASDAQ-100 Open                            |
| 2005                       | 로저 페더러         | 라파엘 나달       | 2–6, 6–7(4), 7–6(5), 6–3, 6–1 | NASDAQ-100 Open                            |
| 2006                       | 로저 페더러         | 이반 류비치치     | 7–6(5), 7–6(4), 7–6(6)        | NASDAQ-100 Open                            |
| 2007                       | 노바크 조코비치     | 기예르모 카냐스   | 6–3, 6–2, 6–4                 | Sony Ericsson Open                         |
| 2008                       | 니콜라이 다비덴코   | 라파엘 나달       | 6–4, 6–2                      | Sony Ericsson Open                         |
| 2009                       | 앤디 머레이         | 노바크 조코비치   | 6–2, 7–5                      | Sony Ericsson Open                         |
| 2010                       | 앤디 로딕           | 토마시 베르디흐   | 7-5, 6-4                      | Sony Ericsson Open                         |
| 2011                       | 노바크 조코비치     | 라파엘 나달       | 4-6, 6-3, 7-6(7-4)            | Sony Ericsson Open                         |
| 2012                       | 노바크 조코비치     | 앤디 머레이       | 6-1, 7-6(7-4)                 | Sony Ericsson Open                         |
| 2013                       | 앤디 머레이         | 다비드 페레르     | 2-6, 6-4, 7-6(7-4)            | Sony Open                                  |
| 2014                       | 노바크 조코비치     | 라파엘 나달       | 6-3, 6-3                      | Sony Open                                  |
| 2015                       | 노바크 조코비치     | 앤디 머레이       | 7-6(7-3), 4-6, 6-0            | Maimi Open Presented By Itau               |
| 2016                       | 노바크 조코비치     | 니시코리 케이     | 6-3, 6-3                      | Maimi Open Presented By Itau               |
| 2017                       | 로저 페더러         | 라파엘 나달       | 6-3, 6-4                      | Maimi Open Presented By Itau               |

## 여자 단식
| 연도                  | 우승                   | 준우승              | 스코어           |
| --------------------- | ---------------------- | ------------------- | ---------------- |
| 1985                  | 마르티나 나브라틸로바  | 크리스 에버트       | 6–2, 6–4         |
| 1986                  | 크리스 에버트          | 슈테피 그라프       | 6–4, 6–2         |
| 1987                  | 슈테피 그라프          | 크리스 에버트       | 6–1, 6–2         |
| ↓ WTA 티어 I 대회 ↓   |                        |                     |                  |
| 1988                  | 슈테피 그라프          | 크리스 에버트       | 6–4, 6–4         |
| 1989                  | 가브리엘라 사바티니    | 크리스 에버트       | 6–1, 4–6, 6–2    |
| 1990                  | 모니카 셀레스          | 유디트 비스너       | 6–1, 6–2         |
| 1991                  | 모니카 셀레스          | 가브리엘라 사바티니 | 6–3, 7–5         |
| 1992                  | 아란차 산체스 비카리오 | 가브리엘라 사바티니 | 6–1, 6–4         |
| 1993                  | 아란차 산체스 비카리오 | 슈테피 그라프       | 6–4, 3–6, 6–3    |
| 1994                  | 슈테피 그라프          | 나타샤 즈베레바     | 4–6, 6–1, 6–2    |
| 1995                  | 슈테피 그라프          | 다테 기미코         | 6–1, 6–4         |
| 1996                  | 슈테피 그라프          | 찬다 루빈           | 6–1, 6–3         |
| 1997                  | 마르티나 힝기스        | 모니카 셀레스       | 6–2, 6–1         |
| 1998                  | 비너스 윌리엄스        | 안나 쿠르니코바     | 2–6, 6–4, 6–1    |
| 1999                  | 비너스 윌리엄스        | 세리나 윌리엄스     | 6–1, 4–6, 6–4    |
| 2000                  | 마르티나 힝기스        | 린지 대븐포트       | 6–3, 6–2         |
| 2001                  | 비너스 윌리엄스        | 제니퍼 카프리아티   | 4–6, 6–1, 7–6(4) |
| 2002                  | 세리나 윌리엄스        | 제니퍼 카프리아티   | 7–5, 7–6(4)      |
| 2003                  | 세리나 윌리엄스        | 제니퍼 카프리아티   | 4–6, 6–4, 6–1    |
| 2004                  | 세리나 윌리엄스        | 옐레나 데멘티예바   | 6–1, 6–1         |
| 2005                  | 킴 클레이스터르스      | 마리아 샤라포바     | 6–3, 7–5         |
| 2006                  | 스베틀라나 쿠즈네초바  | 마리아 샤라포바     | 6–4, 6–3         |
| 2007                  | 세리나 윌리엄스        | 쥐스틴 에냉         | 0–6, 7–5, 6–3    |
| 2008                  | 세리나 윌리엄스        | 옐레나 얀코비치     | 6–1, 5–7, 6–3    |
| ↓ WTA 프리미어 대회 ↓ |                        |                     |                  |
| 2009                  | 빅토리야 아자렌카      | 세리나 윌리엄스     | 6–3, 6–1         |
| 2010                  | 킴 클레이스터르스      | 비너스 윌리엄스     | 6–2, 6–1         |

### 남자 복식
| 연도 | 우승                            | 준우승                            | 스코어              |
| ---- | ------------------------------- | --------------------------------- | ------------------- |
| 2010 | 루카시 들로우히 리앤더 페이즈   | 마헤시 부파티 막스 미르니         | 6–2, 7–5            |
| 2009 | 막스 미르니 안디 람             | 애슐리 피셔 스티븐 허스           | 6–7(4), 6–2, [10–7] |
| 2008 | 밥 브라이언 마이크 브라이언     | 마헤시 부파티 마크 놀즈           | 6–2, 6–2            |
| 2007 | 밥 브라이언 마이크 브라이언     | 마르틴 담 리앤더 페이즈           | 6–7(7), 6–3, [10–7] |
| 2006 | 요나스 비에르크만 막스 미르니   | 밥 브라이언 마이크 브라이언       | 6–4, 6–4            |
| 2005 | 요나스 비에르크만 막스 미르니   | 웨인 블랙 케빈 울리엣             | 6–1, 6–2            |
| 2004 | 웨인 블랙 케빈 울리엣           | 요나스 비에르크만 토드 우드브리지 | 6–2, 7–6(12)        |
| 2003 | 로저 페더러 막스 미르니         | 리앤더 페이즈 David Rikl          | 7–5, 6–3            |
| 2002 | 마크 놀즈 다니엘 네스터         | 도널드 존슨 재리드 팔머           | 6–3, 3–6, 6–1       |
| 2001 | Jiří Novák David Rikl           | 요나스 비에르크만 토드 우드브리지 | 7–5, 7–6(3)         |
| 2000 | 토드 우드브리지 마크 우드포드   | 마르틴 담 Dominik Hrbatý          | 6–3, 6–4            |
| 1999 | 웨인 블랙 샌던 스톨             | 보리스 베커 잔 마이클 갬빌        | 6–1, 6–1            |
| 1998 | 엘리스 퍼레이라 릭 리치         | 알렉스 오브라이언 조나단 스타크   | 6–2, 6–4            |
| 1997 | 토드 우드브리지 마크 우드포드   | 마크 놀즈 다니엘 네스터           | 7–6, 7–6            |
| 1996 | 토드 우드브리지 마크 우드포드   | 엘리스 퍼레이라 Patrick Galbraith | 6–1, 6–3            |
| 1995 | 토드 우드브리지 마크 우드포드   | 짐 그랩 패트릭 매켄로             | 6–3, 7–6            |
| 1994 | Jacco Eltingh 파울 하르하위스   | 마크 놀즈 재리드 팔머             | 7–6, 7–6            |
| 1993 | 리하르트 크라이첵 Jan Siemerink | 패트릭 매켄로 조나단 스타크       | 6–7, 6–4, 7–6       |
| 1992 | 켄 플래치 토드 위츠켄           | 켄트 키니어 Sven Salumaa          | 6–4, 6–3            |
| 1991 | 웨인 퍼레이라 Piet Norval       | 켄 플래치 로버트 세구소           | 5–7, 7–6, 6–2       |
| 1990 | 릭 리치 짐 퍼                   | 보리스 베커 카시오 모타           | 6–3, 6–4            |
| 1989 | Jakob Hlasek Anders Järryd      | 짐 그랩 패트릭 매켄로             | 6–3, 기권           |
| 1988 | John Fitzgerald Anders Järryd   | 켄 플래치 로버트 세구소           | 7–6, 6–1, 7–5       |
| 1987 | 폴 아나콘 Christo van Rensburg  | 켄 플래치 로버트 세구소           | 6–2, 6–4, 6–4       |
| 1986 | 브래드 길버트 Vince Van Patten  | 스테판 에드베리 Anders Järryd     | W/O                 |
| 1985 | 폴 아나콘 Christo van Rensburg  | Sherwood Stewart Kim Warwick      | 7–5, 7–5, 6–4       |

### 여자 복식
| 연도 | 우승                                            | 준우승                                     | 스코어              |
| ---- | ----------------------------------------------- | ------------------------------------------ | ------------------- |
| 1985 | 히히 페르난데스 마르티나 나브라틸로바           | 캐시 조던 하나 만들리코바                  | 7–6(4), 6–2         |
| 1986 | 팸 슈리버 헬레나 수코바                         | 크리스 에버트 웬디 턴불                    | 6–2, 6–3            |
| 1987 | 마르티나 나브라틸로바 팸 슈리버                 | 클라우디아 코데킬슈 헬레나 수코바          | 6–3, 7–6(6)         |
| 1988 | 슈테피 그라프 가브리엘라 사바티니               | 히히 페르난데스 지나 개리슨                | 7–6(6), 6–3         |
| 1989 | 야나 노보트나 헬레나 수코바                     | 히히 페르난데스 로리 맥닐                  | 7–6(5), 6–4         |
| 1990 | 야나 노보트나 헬레나 수코바                     | Betsy Nagelsen 로빈 화이트                 | 6–4, 6–3            |
| 1991 | 메리 조 퍼낸데즈 지나 개리슨 잭슨               | 히히 페르난데스 야나 노보트나              | 7–5, 6–2            |
| 1992 | 아란차 산체스 비카리오 Larisa Savchenko Neiland | 질 헤서링턴 Kathy Rinaldi                  | 7–5, 5–7, 6–3       |
| 1993 | 야나 노보트나 Larisa Savchenko Neiland          | 질 헤서링턴 Kathy Rinaldi                  | 6–2, 7–5            |
| 1994 | 히히 페르난데스 나타샤 즈베레바                 | 패티 펜딕 메러디스 맥그래스                | 6–3, 6–1            |
| 1995 | 야나 노보트나 아란차 산체스 비카리오            | 히히 페르난데스 나타샤 즈베레바            | 7–5, 2–6, 6–3       |
| 1996 | 야나 노보트나 아란차 산체스 비카리오            | 메러디스 맥그래스 Larisa Savchenko Neiland | 6–4, 6–4            |
| 1997 | 아란차 산체스 비카리오 나타샤 즈베레바          | Sabine Appelmans Miriam Oremans            | 6–4, 6–2            |
| 1998 | 마르티나 힝기스 야나 노보트나                   | 아란차 산체스 비카리오 나타샤 즈베레바     | 6–2, 3–6, 6–3       |
| 1999 | 마르티나 힝기스 야나 노보트나                   | 메리 조 퍼낸데즈 모니카 셀레스             | 0–6, 6–4, 7–6(1)    |
| 2000 | 쥘리 알라르드 퀴지 스기야마 아이                | 니콜 애런트 Manon Bollegraf                | 4–6, 7–5, 6–4       |
| 2001 | 아란차 산체스 비카리오 나탈리 토지아            | 리사 레이먼드 러네이 스터브스              | 6–0, 6–4            |
| 2002 | 리사 레이먼드 러네이 스터브스                   | 비르히니아 루아노 파스쿠알 파올라 수아레스 | 7–6(4), 6–7(4), 6–3 |
| 2003 | 리즐 후버 막달레나 말레바                       | 아사고에 시노부 미야기 나나                | 6–4, 3–6, 7–5       |
| 2004 | 나디아 페트로바 메이건 쇼너시                   | 스베틀라나 쿠즈네초바 옐레나 리홉체바      | 6–2, 6–3            |
| 2005 | 스베틀라나 쿠즈네초바 앨리샤 몰릭               | 리사 레이먼드 러네이 스터브스              | 7–5, 6–7(5), 6–2    |
| 2006 | 리사 레이먼드 서맨사 스토서                     | 리즐 후버 마르티나 나브라틸로바            | 6–4, 7–5            |
| 2007 | 리사 레이먼드 서맨사 스토서                     | 카라 블랙 리즐 후버                        | 6–4, 3–6, [10–2]    |
| 2008 | 카타리나 스레보트니크 스기야마 아이             | 카라 블랙 리즐 후버                        | 7–5, 4–6, [10–3]    |
| 2009 | 스베틀라나 쿠즈네초바 아멜리 모레스모           | 크베타 페슈케 리사 레이먼드                | 4–6, 6–3, [10–3]    |
| 2010 | 히셀라 둘코 플라비아 펜네타                     | 나디아 페트로바 서맨사 스토서              | 6–3, 4–6, [10–7]    |

### 혼합 복식
혼합 복식은 1985년 제1회 대회 때 한 번 열렸으며, 하인츠 군트하르트와 마르티나 나브라틸로바 팀이 우승했다.